# Xã East Lincoln, Quận Mitchell, Iowa
Xã East Lincoln (tiếng Anh: East Lincoln Township) là một xã thuộc quận Mitchell, tiểu bang Iowa, Hoa Kỳ. Năm 2010, dân số của xã này là 159 người.